# Venera 1
Venera 1 (rusko Венера-1) je sovjetska vesoljska sonda, namenjena raziskovanju planeta Venere. Sonda je mimo Venere letela 19. in 20. maja 1961, kar predstavlja tudi prvi medplanetarni let. V različnih fazah izstrelitve so jo občasno poimenovali tudi Težki satelit 02 (rusko тяжёлый спутник 02) ali Sputnik 8 (rusko Спутник-8).

## Konstrukcija
Sonda je bila sestavljena iz dveh delov: trup sonde z obliko valja in sferični zgornji del. Dolžina celotne konstrukcije je bila 2,035 m, njen premer pa 1,05 m. Sonda je bila opremljena z dvema paneloma sončnih celic, nameščenima radialno na obeh straneh trupa, ki sta zagotavljata polnjenje srebrno-cinkovih baterij. Na zunanjo površino trupa je bila pritrjena parabolična antena s premerom 2 m, namenjena prenosu podatkov na Zemljo pri frekvenci 922,8 MHz (valovna dolžina 32 cm).
Na postaji so bili nameščeni naslednji znanstveni instrumenti:
- magnetometer,
- dve ionski pasti za merjenje parametrov sončnega vetra,
- detektor mikrometeoritov,
- Geigerjev števec,
- scintilacijski detektor za merjenje kozmičnega sevanja.

Na dnu vesoljskega plovila je bil nameščen pogonski sistem KDU-414, namenjen popravljanju poti leta. Masa sonde je bila 643,5 kg.
Zgornji del sonde je bila zaprta sferična komora, napolnjena z dušikom pod tlakom 1,2 atmosfere. Na tem območju je bila zastavica s simboli ZSSR. Komora je bila namenjena lebdenju po površini domnevnega Venerinega oceana.

## Izstrelitev
Po tedanji sovjetski praksi so bile sonde izstreljene v parih. Izstrelitev prve sonde (1VA št. 1) istega tipa kot Venera 1 je potekala 4. februarja 1961, vendar je bila neuspešna zaradi okvare zgornje stopnje. Na podlagi rezultatov preiskave je bilo ugotovljeno, da ena od komponent zgornje stopnje ni bila zasnovana za delovanje v vakuumu. Pred izstrelitvijo druge sonde je bila v naglici posledično modificirana zgornja stopnja nosilne rakete: neustrezno zasnovana enota je bila nameščena v hermetično zaprt vsebnik primerne velikosti.
Izstrelitev druge sonde (1VA št. 2) je bila izvedena 12. februarja 1961 ob 7:09 po lokalnem času (GMT+5) iz kozmodroma Bajkonur z nosilno raketo Molnija (v prevodu Strela). Izstreljena kombinacija sonde in zgornje stopnje je bila poimenovana kot težki satelit 02 (v nekaterih virih Sputnik 8).
Začetni orbitalni parametri tega sklopa so bili:
- teža: 642,4 kg;
- perigej : 229,0 km;
- apogej : 282,0 km;
- naklon : 65°;
- obdobje: 89,6 minut.

Nato je bilo vesoljsko plovilo Venera-1 s pomočjo zgornje stopnje prestavljeno na tirnico proti Veneri. To velja za prvi izstrelitev iz zemljine orbite proti drugemu planetu. Izrabljena zgornja stopnja L je ohranila ime težki satelit 02 oz. Sputnik 8.

## Polet
S sonde Venera 1 so prenašali podatke meritev parametrov sončevega vetra in kozmičnih žarkov v bližini Zemlje, pa tudi na razdalji 1,9 milijona kilometrov od Zemlje. Po odkritju sončevega vetra s sondo Luna 1 je Venera 1 potrdila prisotnost plazme sončevega vetra v medplanetarnem prostoru. Zadnja komunikacijska seja z Venero 1 je potekala 19. februarja 1961. Po 7 dneh, ko je bila postaja na razdalji približno 2 milijona kilometrov od Zemlje, je bil stik s sondo izgubljen.
19. in 20. maja 1961 je sonda prešla približno 100.000 km mimo Venere in vstopila v heliocentrično orbito.
Po mnenju Borisa Čertoka, ki je sodeloval v sovjetskem vesoljskem programu, je bil eden od razlogov za neuspeh misije nepremišljena zasnova komunikacijskega sistema: vgrajeni sprejemniki so bili med odmori med komunikacijskimi sejami izklopljeni in vklopljeni le na ukaz avtomatizacije na vozilu. To je pomenilo, da je bilo komunikacijsko sejo mogoče organizirati le, kadar je sonda po določenem urniku in pod pogojem, da vsi sistemi delujejo pravilno enkrat na nekaj dni sama vklopila sprejemnike. To je močno omejilo zmožnost nadzornega centra za spremljanje stanja naprave, ki je bila prva te vrste in bi nujno potrebovala takšen nadzor. Stik s sondo je bil izgubljen, ker sonda ni odgovorila na klic v času, ko je bila po urniku predvidena seja. Na podlagi te izkušnje se pri kasnejših odpravah ne glede na dodatne stroške sprejemnikov ni izklapljalo, tako da je komunikacijske seje moč vzpostaviti neodvisno od urnika. Med zadnjimi komunikacijskimi sejami s sondo je bila odkrita okvara v sistemu, ki je bil odgovoren za orientacijo glede na Sonce. Pri preverjanju izračunov je bilo ugotovljeno, da je prišlo do napake pri izračunu toplotnega režima, zaradi česar sta bila pregrevanje in posledična odpoved senzorja neizogibna.

## Pomen
Izstrelitev vesoljske sonde Venera 1 predstavlja pomemben mejnik v razvoju vesoljske tehnologije in raziskovanju sončnega sistema. 
To je bila prva sonda, zasnovana za raziskovanje planetov. Prvič je bila uporabljena tehnika samodejnega popravljanja poti in orientacije po treh oseh glede na položaj Sonca in zvezde Kanop. Za prenos telemetričnih informacij je bila prvič uporabljena parabolična antena.